# 战国七雄
戰國七雄是中国古代战国时期七个较强的诸侯国的统称。春秋时期和戰國時期无数次兼併战争使诸侯国的数量從數百减少到數十。到战国後期，仅剩下七个实力较强的周天子分封或自立的诸侯国，分别为秦、齊（田齊）、燕、楚、魏、赵、韩（按灭亡倒序），合称为“战国七雄”。常与春秋五霸并称。七国中，韓、趙、魏為三家分晉后产生的诸侯。除战国七雄外，小國尚有越、宋、衛、東周、中山、魯、滕、鄒、費等，但其实力与影响力皆不及战国七雄，只能在强国的夹缝中生存，且最终均为七雄所灭。惟中山與他國互王，《戰國策》載其國之策，宋国也在战国后期称王，有一定的实力（宋襄公一說為春秋五霸之一）。在这七雄之中，以秦中後期國力最強，齊国在战国中期崛起，并一度与秦国并列为东西二帝，韓最弱小，魏都大梁最壯觀，趙國多名將，燕與中原來往甚少，楚国領土廣闊。除秦國以外，其餘六國均在崤山以東，因此該六國又稱“山东六國”。前230年，秦滅韓，开启了统一六国的序幕。燕太子丹謀刺秦王政失敗導致身死國滅後，公元前221年，秦軍圍臨淄滅齊，結束戰國群雄割據。

## 历史

### 戰國初期
春秋末年，经列国兼併，剩下的大国主要有西方的秦，中原以北的晋，东方的齐、燕，南方的楚、吴、越。
战国早期，秦国、燕国实力较弱。比较强大的是晋、齐、楚、越四国。齐国自公元前481年田成子杀齐简公，专齐政，开始“田氏代齐”之路。公元前473年吴被越所灭。晋国经过六卿之间的兼併，公元前453年，赵、魏、韩三家卿大夫瓜分晋国土地，史称“三家分晋”，三国因此被称作“三晋”。三晋在战国初期最强大，常常联合进攻其他国家。公元前403年，周天子正式册立三晋为诸侯。周天子承认三晋诸侯地位对天下秩序产生了极大震动，周天子权威至此几乎完全沦丧。楚国在春秋末年被吳國入侵，國力受創，至戰國初年開始恢復，在南方稱霸。

### 戰國中期
战国中期，天下逐渐形成了秦、楚、齐、燕、赵、魏、韩七国争雄的格局，另有泗上诸侯和中山国等小国。最初，魏国凭借魏文侯任用贤能率先变法，在各大国中实力最强，称霸天下，占领原属秦国的河西地区数十年，其子魏武侯时依然称雄诸侯，但继任的魏文惠王因為早年與魏緩爭位，受到韓恭侯與趙成侯出兵干擾，因而不再遵循三晋同盟的既定国策，导致韩赵由盟友变成敌人，魏国腹背受敌，更因齐、秦两国后来居上而东西难顾，魏国在长期频繁的战争下逐渐衰落。楚国任用吴起变法（但很快失败），国势颇振，称雄江南。前375年韩国灭郑国，并于公元前367年，乘周内乱，把周分裂为西周（以王城為都）和东周（以鞏為都）两个小国，逐渐占领周的外围地区，末代天子周赧王只能依附于西周公。赵国有中山国深处腹心之地，国力较弱。
前356年，秦孝公任商鞅推行变法，编户齐民，重农抑商，耕战立国，废除旧贵族的特权，初步建立起中央集权体制，使秦國崛起为軍事強國，東方的齐國也在齊威王經營下日漸強大。而如日中天的魏惠王在公元前344年称王，但在桂陵之战（前353年）和马陵之战（前341年）中两次负于田忌、孙膑统帅的齐军，魏國走入下坡。魏惠王遂被迫在公元前334年，与齐威王“会徐州相王”。在此期间，魏國遷都至大梁，对今山西西南地区的旧都安邑周边重视程度下降，秦國乘機多次击败魏军，基本消灭魏国防守河西地区的主力军，从此魏国一蹶不振。前328年，魏国不得不开始“事秦”，割让上郡（今陕西北部地区）和剩余的河西地区予秦国，但秦国很快开始了对黄河以东魏国领土的蚕食。公元前325年，秦惠文王也自称为王。秦、齊逐漸成为西方与东方两大强国。随后韩、赵、燕、中山和宋也都先后称王。各大国纷纷拉拢别国，出现合纵连横的高潮。合纵连横的实质是秦与齐、楚这两大东西对峙集团的斗争。秦在这一期间基本上居上风，先后制服韩、魏，重创楚国，攻灭巴蜀，获得了四川盆地这一不受威胁的大后方。齐极少与秦直接交锋，而且在直面秦军的桑丘之战中取胜，因此仍保持东方霸主地位，齐威王之子齐宣王爱招揽贤才，扩建稷下学宫，支持学术交流。
这一时期，秦国的逐渐强大引起了山东六国的警觉，秦国成为东方各国的公敌。前318年，公孙衍发起魏、赵、韩、燕、楚合纵，同时联络秦国北方的游牧民族政权义渠攻秦后方，以楚怀王为纵长，组织联军进攻秦国，是为第一次合纵攻秦。但真正出兵的只有赵魏韩三国，秦军出函谷关大败合纵军，而义渠虽然在北方战线上击败秦军，却并没有影响大局。第一次合纵失败。
前314年，齐宣王趁燕国内乱入侵燕国，燕王死于混乱中，但齐军军纪败坏激起反抗，加上各国干涉，濮水之战中齐宋联军与秦韩魏连横军交战，齐军在连横军进攻下惨败。齐国被迫从燕国撤兵，之后公子职在燕国人的拥立下成为新国君，即燕昭王。从此齐燕成为世仇，燕昭王励精图治，招贤纳士，希望振兴燕国，洗雪耻辱。昭王在位时期，重用了乐毅、苏秦等贤才，大大增强了燕国国力，并任用秦开为将，大破东胡和箕子朝鲜，将今辽宁大部地区和鸭绿江下游地区纳入燕国版图，箕子朝鲜被迫从辽东迁徙到满番汗（鸭绿江入海處）以南。

### 戰國晚期
秦国在战国后期坚持以農業與軍事立国的策略，连续七代英明君主执掌国家政权，且善于吸纳各国的杰出人才，用连横破解山東六國的合纵，远交近攻，逐渐扩张国土，虽有秦武王死后内战等短暂的混乱，但势力进一步增强的势头没有逆转，秦昭襄王在位时期更是消灭了义渠，扫除了后顾之忧；而东方诸侯因各自所犯的战略性错误和地理条件的劣势，逐渐无法和秦国相抗衡，原本强大的齐、楚等国在激烈的斗争中渐渐衰败。
前312年，楚前怀王贪图小利而违背纵约，与齊斷交而與秦结盟，发现被秦国縱橫家张仪欺骗后大怒，数次发兵进攻秦国，但均失败（其中一次大战发生在离咸阳很近的蓝田，与连横军和齐宋联军的濮水之战同时，秦国险胜），韩魏趁机侵占楚国领土，楚国开始沉沦。前306年，楚国趁越国内乱，攻灭越国，占领了长江下游地区。秦昭王即位，秦国归还部分楚国领土，秦楚结盟。前301年，齐、韩、魏惩罚楚国背叛盟约，在垂沙之战中大败楚军，楚国在随后发生的起义中遭受沉重打击，元气大伤。後来秦以归还土地为诱饵，在兩國盟會中俘虜懷王，逼迫怀王割地保命，怀王坚决拒绝，最终客死秦国。前278年，怀王之子楚頃襄王時，白起率领秦軍攻陷楚郢都（鄢郢之戰），占领了楚国最初兴起的荆襄地区，楚國自此一蹶不振。
田齊经过威王、宣王两代君王的努力，在齊湣王時，國勢达到鼎盛。秦武王即位后，秦国推行远交近攻的策略，把原本的盟友韩魏推向齐国怀抱，齐韩魏结盟。前296年，经过三年苦战，名将匡章统帅的齐韩魏联军攻破函谷关（是为第二次合纵攻秦），这是战国时期函谷关唯一一次被攻破。秦国割地求和，但并未受到重大挫败，联军也没有乘胜追击。齐国领土不与秦国接壤，攻打秦国很难获得直接利益，并且齐国统治阶层内部不和、缺乏战略眼光，没有一以贯之地执行抵抗、打压秦国的策略。这一时期，燕国為報齐破燕之仇安插间谍苏秦在齐国为官，获得了齐湣王的信任；宋国开始称王，并且积极对外扩张，成为中等诸侯中实力最强者。前288年，秦昭王稱帝，自封西帝，遥尊齐湣王为东帝（史称齐秦互帝），他希望与齐国连横灭赵，但一直有灭宋之志的齐湣王在苏秦劝说下很快取消帝号，李兑、苏秦组织齐、楚、三晋五国合纵伐秦（第三次合纵），以此为灭宋创造有利时机；但合纵军尚未开始作战，秦王便削去帝号，向赵魏等国割地求和，第三次合纵因此搁浅。利用合纵吸引诸侯注意力的机会，前286年，齐国滅亡了占据淮河流域富饶土地、被列国垂涎的宋国（齊滅宋之戰），招致各国不满。齐湣王在位时期屡屡背弃承诺和盟约，侵略且欺凌诸侯，开拓大量领土，有併周室、称天子的野心，导致各国对齐国极为恐惧而不满。但多年来频频对外用兵的齐国，国力严重损耗，此时已成强弩之末，秦、燕等国开始密谋合纵攻齐。前285年，秦国越过韩魏，攻取了齐国的九座城池。前284年，在苏秦于齐国内部的配合之下，燕国上将乐毅统帅秦、燕、三晋五國聯軍合纵伐齐，齐湣王应对失当，齐军大败，苏秦被齐王车裂，齐湣王逃到莒城后被杀。其他诸侯割占几城后便退兵（其中魏国夺取部分宋国故地，赵国吞并河间，秦国在新佔的宋国故地设置飞地陶邑），而燕军在乐毅指挥下长驱直入，攻取齐国几乎全部领土，齊幾乎亡國，仅存即墨、莒城两城未被攻陷。楚国以救齐为名，吞并了被宋、齐侵夺的淮北之地。燕昭王死后，继任的燕惠王猜忌乐毅并用缺乏才能的骑劫取而代之，齐国大將田單以火牛阵大勝燕軍，乘勢收復被燕国占领的失地（即墨之戰），但齐国被赵、魏、楚等国占领的疆土无法收复，國力大衰，从此沉沦，加上对六国中其他五国的亡国之恨，复国後採取親秦政策，再也没有积极参与战国晚期的国际事务。燕国也因为此战的惨重失败和国君的平庸，再也无法恢复燕昭王时期的国力。战国末期，燕国屡次侵略赵国，丧师失地，而赵国也因为主力在对燕前线，西部、南部的大片领土（包括早期都城晋阳，今太原）被秦国吞并，元气大伤，加速了六国的灭亡。
韩魏两国处于天下之中，四战之地，不断遭受秦国的蚕食，在连横合纵之间摇摆不定，虽然两国在前296年与齐国合纵攻破函谷关迫使秦国割地，但并未能扩大战果。后来齐国更是抛弃了韩、魏，两国丧失了强大的后盾。由于先前合纵得罪秦国，两国在前293年的伊阙之战及随后几年的几场战役中受到秦兵沉重打击，被迫割让大片领土，从此韩、魏再也无法仅凭两国之力抵抗秦国。虽然两国时常事秦连横，攻取其他国家尤其是楚国的领土，但还是江河日下，国土严重萎缩。
前306年，赵武灵王实行“胡服骑射”，大大增强了赵军战斗力，趁其他诸侯纠缠于函谷关之战的有利时机消灭中山国，并攻略胡地，占领了河套地区。随着赵国国力大大增强，赵武灵王产生了灭秦之志，鉴于函谷关难以正面攻克，他曾计划用骑兵部队从云中、九原向南奇袭秦国都城咸阳，并为此乔装成使者进入秦宫刺探情报。武灵王晚年昏昧，造成二子爭位，自己也因此而身死，故滅秦之略也随着赵武灵王死于沙丘宫变而未能实施，继任的赵惠文王只能守成。戰國後期，赵国為三晉中国力最强者，尤其在五国伐齐后，一跃成为山东六国之首，能够以力抗秦（如阏与之战），有“秦之所畏于天下者莫如赵”的威名，但也渐渐遭受秦国的侵略蚕食，虽然未伤及根本，但与迅速扩张的秦国国力差距渐渐拉大。为争夺战略地位极为重要的上党地区，前262年，長平之戰爆发。赵国由于外交策略失误导致诸侯不敢合纵救赵，由于赵国难以承受战争消耗寻求决战，以及秦国的离间，毫无带兵经验而倾向于积极进攻的赵括（阏与之战中立功的名将赵奢之子）取代了持重固守的廉颇的统帅职位。秦国秘密换帅，由白起统帅秦军，赵括中计，被秦军包围，赵括战死后残部投降，四十萬趙軍被秦軍坑殺，趙自此一蹶不振，無力单独抗秦。不久后秦国发动邯郸之战，希望一举消灭赵国，但久攻不下。此时的秦国已因为长平之战和邯郸之战中蒙受的重大损失而疲惫不堪，前257年，魏公子信陵君窃符救赵，赵魏楚三国联军大败强弩之末的秦军，韩魏收复黄河以东的部分失地，六国国祚得以延续。前256年，秦国攻打西周国，末代天子周赧王投降，秦国迁九鼎，吞并西周国，周朝灭亡。前247年，因秦国攻魏，魏信陵君設法偷了魏安釐王的兵符，並率领五国联军伐秦（第四次合纵），再败秦军，一路追击到函谷关，山东六国一时回光返照，信陵君威震天下。秦国因此使用离间计，使信陵君受其兄魏安釐王猜忌，兵权被解除。前243年，信陵君在不得志中纵情酒色而死，从此六国再无让秦国畏惧的合纵领袖。得知魏公子死讯后，次年秦国立即发兵攻魏，占领二十城，置东郡，自此秦国与亲秦的齐国直接接壤，合纵国疆土无法相连。长平之战后，燕、赵两国经常彼此征伐，秦国借机吞并赵国西部、南部的领土，赵国更加衰弱。
秦國的勢力愈发强大，秦王統一天下的野心也越來越明顯，迅速攻占六国领土，韩赵魏为首的中原各国感到了极大的生存压力。公元前241年，趙、楚、魏、燕、韓五國组成了最后一次（第五次）合縱，以赵国庞煖为帅，楚国春申君为纵长，合兵對付秦國。联军避开坚固的函谷关，从蒲坂（山西永济西南）渡河，进展十分顺利，一直进军到咸阳城外不足百里的地方。但由於秦军洞悉了楚军低下的士气和战斗力，率先用精锐部队进攻楚军，楚军未战先逃，抗秦联军失败，各国也都收回自己的军队，庞煖怒齐附秦，移师攻占了齐国的饶安。從此，東方六國聯盟不復存在，合纵阵营再也没有正式形成。

### 六國滅亡
在戰國時代最後三十多年，東方六國已無力與秦國對抗，秦國不斷向東蠶食六國國土，後來至秦王政在位時，一舉滅六國，一統中國。
- 公元前288年，齐、秦并称东、西帝，旋皆放弃帝号。
- 公元前287年，苏秦、李兑合齐、楚、赵、魏、韩五国，合纵攻秦（第三次合纵），罢于成皋（今河南荥阳汜水），秦归还部分赵、魏失地求和，第三次合纵未战而败。
- 公元前286年，齐滅宋，秦遂主谋合纵攻齐。前284年，燕昭王使乐毅为将，合燕、秦、韩、赵、魏五国攻齐，攻入齐都临淄，占领齐国长达五年。
- 公元前279年，齐将田单组织反攻，收复失地。齐虽复国，但元气大伤，从此无力与秦抗衡。这以后秦的对手主要是赵国。秦在进一步削弱楚的基础上，向东积极发展，与赵形成正面对抗。
- 公元前262-260年，秦、赵在长平（今山西高平）激战，秦大败赵（长平之战）。
- 公元前259年，秦进围赵都邯郸，达三年。公元前257年，魏信陵、楚春申君救赵败秦，解除邯郸之围。赵虽转危为安，但受创惨重。
- 公元前251年，燕乘赵国新败，出兵攻赵，反被赵国击败。然而在秦的威胁下，东方六国又结成暂时的联盟。
- 公元前247年，魏信陵君合五国兵攻秦，败秦于河外（第四次合纵）。
- 公元前241年，赵庞煖合赵、楚、魏、燕、韩五国兵攻秦（第五次合纵），但为秦所败。从此，东方六国联盟不复存在。秦王政采纳李斯的建议，决定拟定统一天下的计划，不再留给东方六国重整旗鼓的机会。
- 公元前230年至前221年，秦乘势各个击破，先后灭韩、赵、魏、楚、燕、齐，统一天下，七国争雄的局面结束。

## 國家形態
史家指出，春秋時代諸侯演變為戰國七雄，是「都市國家」向「領土國家」的發展，舊有的都市國家已失去獨立性。戰國七雄的對立，類似西方歷史上羅馬共和國與迦太基共和國、塞琉古王國、托勒密王國等對峙的情況。到領土國家統一起來，就形成古代帝國秦漢。